# バスなび沖縄
バスなび沖縄（バスなびおきなわ）は、沖縄県の沖縄本島内の路線バスを対象としたバス時刻表、乗り換え経路検索システムおよびバスロケーションシステムのサービスを提供する路線バス総合案内サイト。
県全域での複数事業者による共通のバスロケーションシステムサービスとしては日本初である。
同記事ではかつて運営されていた沖縄本島内の路線バスを対象としたバス時刻表、乗り換え経路検索システムおよびバスロケーションシステムを提供していたサイトについても記述する（後述の「#かつて運営されていたサイト」を参照）。

## 概要
沖縄本島の路線バス事業者が運行する路線バスの時刻表、乗り換え経路の検索サイトであり、かつバスロケーションシステムによるバスの位置情報提供サービスも行っている。また、パソコンサイトだけでなく、携帯電話サイトも開設されており、スマートフォン向け用無料アプリも存在する。なお、日本語以外に、英語、中国語、韓国語版のページも開設されている。
サービス開始に当たっては沖縄振興一括交付金が活用され、既に独自にバスロケーションシステムを導入していた那覇バス（2007年3月1日導入）、琉球バス交通（2010年4月1日）のうち、新システムを用いた琉球バス交通のシステムを踏襲する形でサイトが開設された。
サイト運営は沖縄モバイルクリエイト株式会社が行う。

## 歴史
- 2013年4月1日 - 「バスなび沖縄」のサービス開始[1]。

## 機能
- 時刻表検索
  - 一部事業者、路線を除いた沖縄本島の路線バス事業者が運行する路線バス（詳細は後述の「#対象事業者」を参照）の全バス停の時刻表を検索することが可能である。基本的には同一バス停を発着する路線の時刻表は事業者に関係なくまとめて掲載されるが、一部のバス停においては、特定の路線のみ別ページに掲載されているバス停が存在する[注釈 4]。

- 乗り換え経路検索
  - 乗車バス停（出発地）と降車バス停（目的地）および利用日時を指定することで、乗車すべき路線、時刻、運賃を検索することが可能である。
  - モノレールを含めた経路検索も可能である[4][注釈 5]。

- バスロケーションシステム

- 接近案内メール

## 対象事業者
以下の沖縄本島の路線バス事業者4社の運行する路線バスが対象となる。
- 琉球バス交通
- 沖縄バス
- 那覇バス
- 東陽バス

4社以外の事業者が運行する路線（国頭村営バス、うるま市有償バス、やんばる急行バス）は対象外である。また、4社が運行する路線であっても、那覇空港リムジンバス、カヌチャシャトルバス、市町村の委託を受けて運行するコミュニティバス（読谷村コミュニティバス「鳳バス」、沖縄市循環バス、中城村コミュニティバス「護佐丸バス」、北谷町コミュニティバス）は対象外である。

## かつて運営されていたサイト

### 沖縄・交通観光情報システム
2000年度に沖縄・交通観光情報システム実証実験として、バス路線、バス時刻表情報等を提供することを目的に開設された。現在は閉鎖されている。

### 美ら島交通なび
2004年7月1日より、路線バスの運行状況等に関する情報を提供することを目的に携帯サイトとして開設された。その翌年の2005年6月には、バス時刻表、乗り換え経路検索システムの機能が追加され、同時にパソコンサイトも開設された。現在は閉鎖されている。

### 沖縄バスロケーションシステム
2004年2月27日より、沖縄総合事務局南部国道事務所が管轄する道路の渋滞状況を把握することを目的に、路線バスにGPS車載器を搭載し、バス位置情報から旅行速度をた割り出すバスプローブカー調査を開始し、同時にバスロケーションシステムとしてバスの位置情報提供サービスの提供を開始した。当初は沖縄バスの4台を用いて、20番・名護西線、120番・名護西空港線の一部で情報提供を開始した。
その後、琉球バス交通、沖縄バス、那覇バス、東陽バスの4社が運行する12路線にまで対象路線は拡大されたが、2010年3月31日をもってバスプローブカー調査が終了となることから、バスロケーションシステムの運用も終了した。現在は閉鎖されている。